# Ixelles
Ixelles (in fiammingo Elsene) è un comune belga di 78 088 abitanti, situato nella regione di Bruxelles-Capitale.
Nota per la sua popolazione molto diversificata, la sua offerta culturale e i suoi numerosi negozi. La presenza del Parlamento europeo e dei campus dell'Université Libre de Bruxelles e della Vrije Universiteit Brussel ne fanno una città molto frequentata dai giovani e dagli espatriati.

## Geografia
È situata a sud-est del comune vero e proprio di Bruxelles, nella prima cintura di comuni che circondano la capitale. Confina con i comuni di Bruxelles, Etterbeek, Forest, Auderghem, Uccle, Saint-Gilles e Watermael-Boitsfort. L'Avenue Louise, parte del comune di Bruxelles, divide in due il territorio della municipalità.
Ha una superficie di 6,34 km² e agli inizi del 2005 contava circa 78 000 abitanti (in francese ixellois).

## Storia

### Origini
Il toponimo fu menzionato per la prima volta nel 1210 come Elsela, dal vecchio olandese Else (n) lo, che significa bosco di ontano. Le origini del paese risalgono alla fondazione dell'abbazia di La Cambre. Enrico I, duca di Brabante, donò il dominio Pennebeke (Pennebeek era il nome originale della sorgente Maalbeek) alla monaca cistercense Gisela nel 1201. Ella a sua volta fondò l'Abbazia e nel 1210 acquistò la proprietà su cui il duca ordinò la costruzione di un mulino. Le paludi intorno all'abbazia furono in seguito prosciugate ed igienizzate, il che portò a quattro stagni che servirono da fonte di pesce per gli abitanti dell'abbazia e le frazioni vicine. Le paludi e gli stagni erano alimentati dalle sorgenti del fiume Maelbeek nella Foresta di Soignes, il cui tratto più vicino a Bruxelles divenne noto come Bois de la Cambre nel XIX secolo. L'Abbazia fu riconosciuta da Jan III van Bethune, vescovo di Cambrai, nel 1202, subito dopo la sua fondazione. I santi Bonifacio di Bruxelles e Alice di Schaerbeek furono due dei suoi residenti più famosi nel XIII secolo.
Intorno al 1300, durante il regno di Giovanni II, Duca di Brabante, nei pressi dell'abbazia fu costruito un ostello per fornire pasti ai portatori di legna che lavoravano nella foresta. Ben presto furono costruiti un borgo e un paio di cappelle, tra cui la Chiesa della Santa Croce (in francese Église Sainte-Croix, e in olandese Heilig-Kruiskerk), anch'essa inaugurata dal vescovo di Cambrai e dedicata a Maria e alla Santa Croce in 1459 (si dice che il vescovo di Cambrai abbia portato con sé due pezzi della croce originale). Inizialmente, questi villaggi e questi vettovagliamenti furono costruiti per i braccianti che aiutarono a drenare e disinfettare le paludi. A quel tempo, una parte di Ixelles era una dipendenza di Bruxelles; l'altra parte era di proprietà del signore locale.

### Prima della rivoluzione
Nel 1478, le guerre tra Luigi XI di Francia e Massimiliano I, imperatore del Sacro Romano Impero, portarono devastazione all'abbazia e alle zone circostanti. Nel 1585, durante il periodo dei Paesi Bassi asburgici, gli spagnoli incendiarono la maggior parte degli edifici per impedire che venissero utilizzati come rifugio dai calvinisti. L'abbazia fu restaurata in tempo per la Gioiosa Entrata degli Arciduchi Alberto e Isabella nel 1599. Ulteriori manieri e castelli (Ermitage, Ten Bosch e Ixelles, per esempio) furono costruiti a Ixelles nel XVI secolo, trasformando gradualmente il borgo.
Grazie alle sorgenti di Maalbeek e alla purezza delle sue acque, l'industria della birra è diventata attiva nella zona. È iniziato all'interno dell'Abbazia, ma nel XVI secolo si era espanso oltre le sue mura. A causa della liberalizzazione dell'industria della birra da parte del Consiglio di Brabante nel 1602, l'industria della birra è cresciuta, il che ha portato a una scena vivace sulle rive della primavera. Nel XVII e XVIII secolo a Ixelles si erano stabiliti circa 20 birrifici-cabarettisti, tra cui Saint-Hubert, De Sterre e L'Italie.

### Comune indipendente
Nel 1795, come molte altre città nei dintorni di Bruxelles, Ixelles fu proclamata municipio separato dal regime francese dopo la Rivoluzione. I comuni di Neder-Elsene (dove si trova l'Abbazia), Opper-Elsene (un sobborgo di Bruxelles), Boondaal, Tenbos e Solbos, divennero tutti parte di Ixelles. Inoltre, l'Abbazia fu spogliata delle sue funzioni religiose, diventando tra gli altri uno stabilimento per la lavorazione del cotone, una fattoria, una scuola militare e un ospedale. Molte delle porte medievali di Bruxelles che fiancheggiavano quella che oggi è la circonvallazione interna furono abbattute e furono costruite più strade per accogliere la migrazione verso la periferia che permisero una crescita della popolazione e la francesizzazione di Ixelles.
Alla fine del XIX secolo, alcuni degli stagni furono prosciugati, lasciando solo i cosiddetti "Stagni di Ixelles" e nel 1860 fu costruita una nuova Chiesa di Santa Croce. I primi tram apparvero nel 1884 e il primo cinema in 1919. Ixelles e Avenue Louise diventano una delle zone più alla moda di Bruxelles. Artisti e celebrità si trasferirono, portando a novità architettoniche come l'Art Nouveau e l'Art Déco. Oggi il comune di Ixelles ospita sia il Toison d'Or, su cui s'affacciano negozi d'alta moda e gallerie commerciali, sia la Chaussée d'Ixelles, anch'essa rinomata area di shopping, che incrocia il Toison d'Or nei pressi della porta di Namur.

## Parlamento europeo

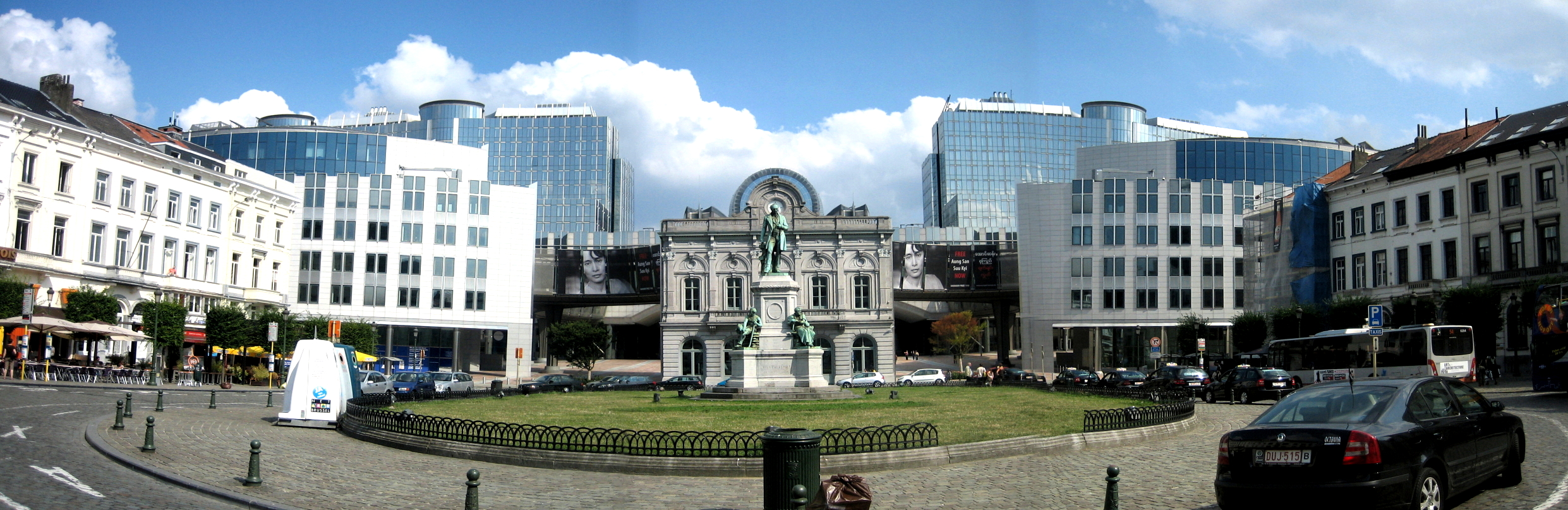
Sede del Parlamento europeo di Bruxelles, piazza del Lussemburgo.

L'Espace Léopold (in olandese Leopoldruimte), l'insieme degli edifici di Bruxelles dell'assemblea parlamentare dell'Unione europea, è posto al confine fra Ixelles e il comune di Bruxelles. Lo spazio ufficio totale ammonta a 398200 m² e può ospitare 3 200 uffici, 87 sale riunioni e 50 cabine per interpreti e la grande sala riunioni parlamentare.
Lo spazio Leopold non è la sede ufficiale del Parlamento, visto che questo ruolo è riservato alla Immeuble Louise Weiss di Strasburgo, ma poiché la maggior parte delle altre istituzioni dell'Unione Europea hanno sede a Bruxelles, tale seconda sede ha un'importanza politica considerevole.
Il complesso è stato costruito dal 1989 al 2004 in stile postmoderno. Il cuore del complesso è l'edificio Paul-Henri Spaak, progettato da Michel Boucquillon in forma ovale per simboleggiare l'unione. L'Edificio Paul-Henri Spaak (PHS), che contiene la sala plenaria, la sala stampa e gli uffici del Presidente del Parlamento, prende il nome dal primo presidente del Parlamento il belga Paul-Henri Spaak. L'edificio, con la sua caratteristica semi-cupola in vetro, ricorda il bruciato Crystal Palace di Londra ed è stato soprannominato "Caprice des Dieux" (la moda degli dei), un formaggio con lo stesso nome.
Gli uffici dei membri del parlamento e i dipartimenti di supporto alle politiche si trovano nell'Edificio Altiero Spinelli (ASP), che ospita anche negozi, filiali bancarie, ristoranti, una caffetteria, un bar e impianti sportivi e prende il nome dal politico italiano Altiero Spinelli, considerato uno dei padri fondatori dell'Unione Europea. La sua costruzione iniziò nel 1991 e fu completata nel 1997. L'edificio ha cinque torri alte, ognuna con più di 17 piani. L'edificio si trova sul lato ovest di Paul-Henri Spaak ed è collegato ad esso tramite i piani superiori.
L'ultima fase provvisoria dell'espansione dello spazio Leopold è stata la costruzione dell'edificio Willy Brandt e l'edificio József Antall, collegati all'edificio Spinelli da una passerella circolare in vetro chiamata Ponte Konrad Adenauer.
Tra gli edifici Brandt e Antall si trova l'ex edificio della stazione di Bruxelles-Lussemburgo, attualmente sotterranea, precedentemente chiamata stazione Leopold. L'ex stazione è stata oggi trasformata in un centro di informazioni pubbliche e sala espositiva.
Il nuovo complesso di edifici comprende anche un centro visitatori al piano terra - il Parlamentarium - inaugurato nell'ottobre 2011, che rappresenta il più grande centro visitatori parlamentare del mondo, ispirato ad esempi svedesi e danesi. Un gioco di ruolo moderno e contemporaneo è stato sviluppato per consentire ai visitatori di essere messi nei panni di un membro del parlamento.

## Matonge

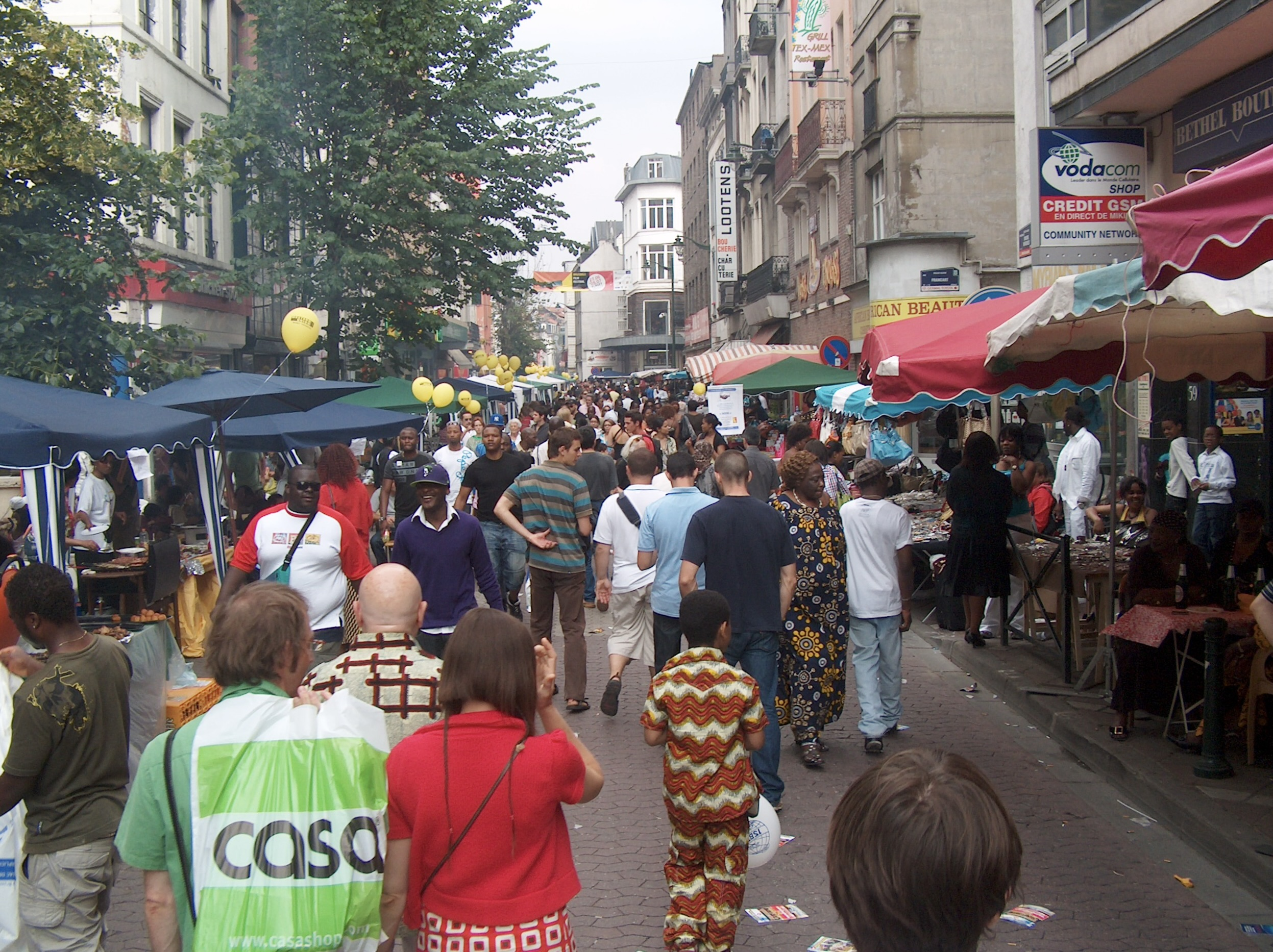
Via di Matonge durante festa di quartiere "Matonge en Couleurs"

Nel comune di Ixelles, si trova Matonge (matɔŋge) quartiere che prende il suo nome attuale da un distretto di Kinshasa, capitale del Repubblica Democratica del Congo, paese che fino al 1960 fu colonia del Regno del Belgio.
Il quartiere ha le sue origini nella presenza della Maison Africaine, fondata dall'aristocratica Monique Van der Straten come luogo di ritrovo e residenza universitaria per studenti congolesi ai quali il Belgio aveva concesso borse di studio alla fine degli anni Cinquanta. In precedenza, l'area aveva ospitato nelle vicinanze la Maison des Colonies e l'Unione delle Donne Coloniali, situata a un centinaio di metri in Rue de Stassart, dove le mogli dei coloni belgi ricevevano una formazione lì prima di raggiungere i mariti.
Mentre alle sue origini il distretto era principalmente frequentato da cittadini congolesi residenti in Belgio, in seguito si è sviluppato anche grazie ad altre comunità africane presenti a Bruxelles, come quella ruandese, burundese, maliana e senegalese. Oggi nel quartiere proliferano caffè, ristoranti, gioiellerie, parrucchieri e negozi di alimentari, a prevalenza culturale africana, ma anche asiatica e sudamericana, oltre che europea dato il numero di espatriati che lavorano presso le vicine istituzioni dell'Unione europea.

## Monumenti e luoghi d'interesse

### L'abbazia di La Cambre

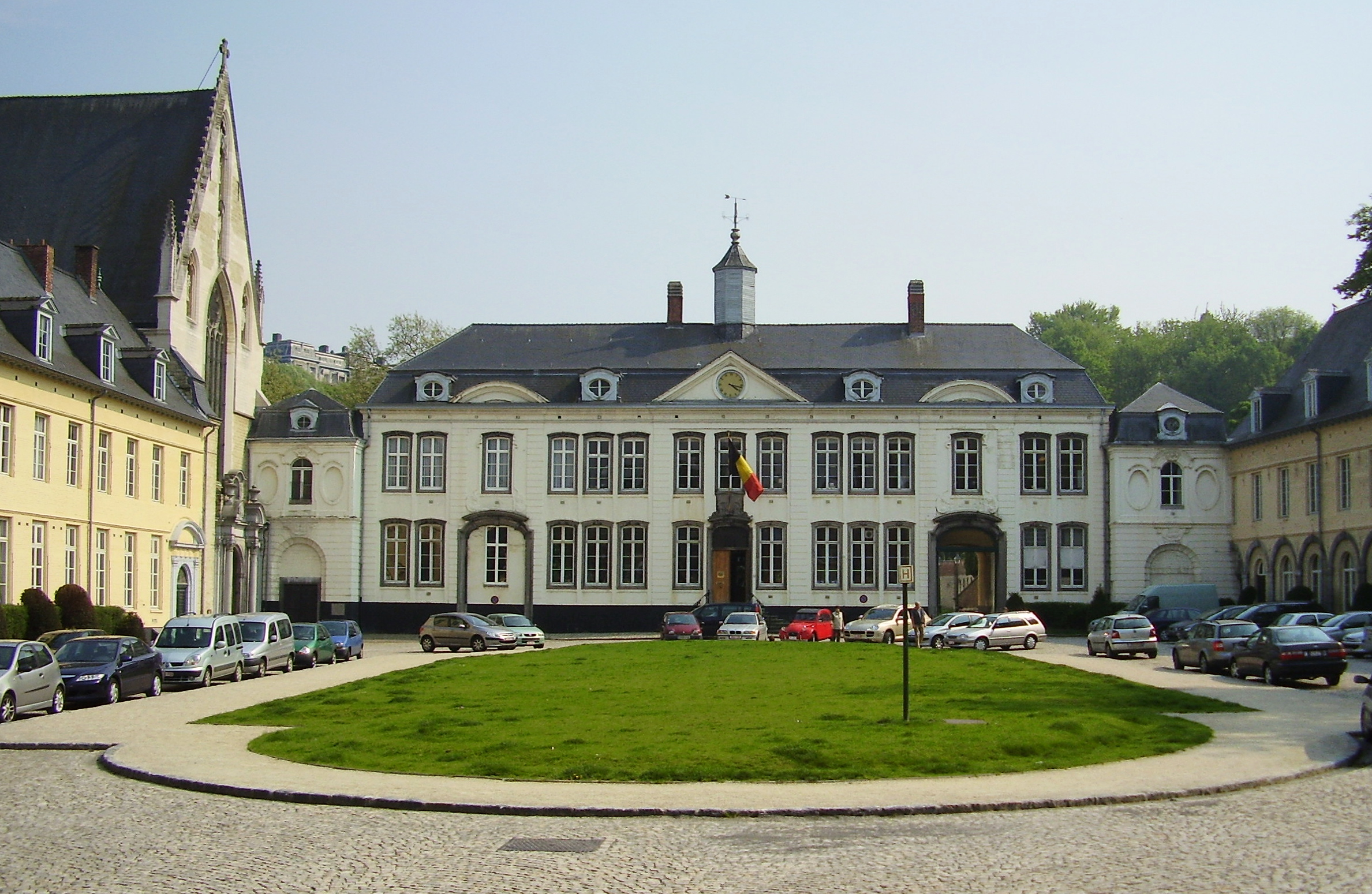
Abbazia di La Cambre

Enrico I di Brabante e sua moglie Mathilde fondarono il convento La Cambre alla fonte del Maelbeek nell'attuale Ixelles, che prosperò ma soffrì molto anche nel corso dei secoli. La santa Alice di Schaerbeek (* 1225) fu una suora a La Cambre dal 1232 fino alla sua morte nel 1249. San Bonifacio di Losanna morì lì nel 1261. Nel corso dell'avanzata della Rivoluzione francese, il monastero fu chiuso nel 1796, ma sfuggì al completo smantellamento. La chiesa gotica del XIV secolo, il chiostro e la casa delle fontane del XVI e XVII secolo sono state conservate. Gli edifici ospitano un monastero premostratense (dal 2013) e l'Università di arte, design e architettura di La Cambre (École nationale supérieure des arts visuels). Attualmente un birrificio vende la birra "Abbaye de/Abdij van La Cambre" e promuove l'immagine del fondatore del monastero. Lo scrittore Marc Meganck ha fatto dell'abbazia la scena di un romanzo poliziesco: Les dessous de la Cambre (180° Editions, Bruxelles 2012).

### Flagey

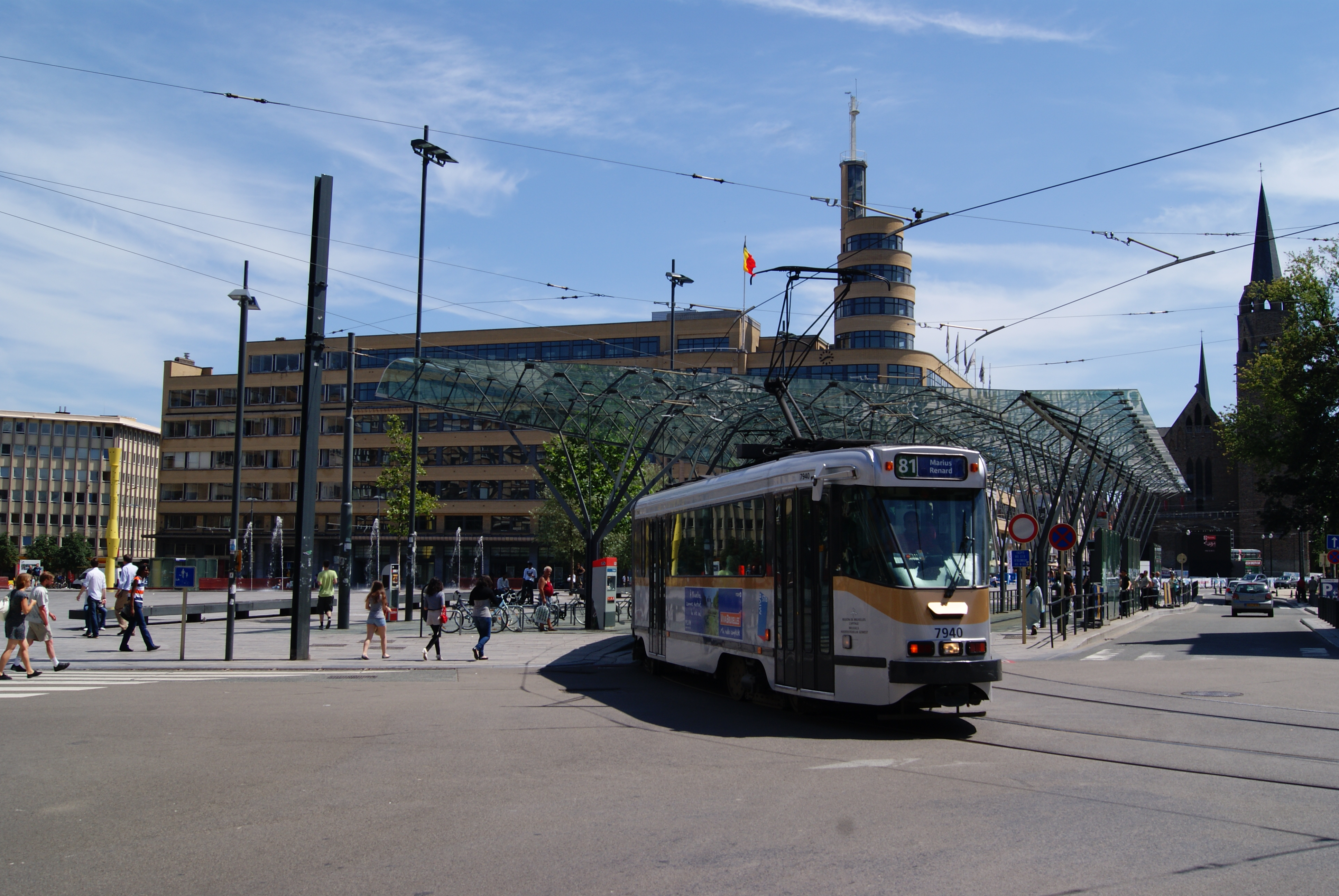
Flagey

Piazza Flagey (in francese Place Flagey), grande piazza adiacente ai resti dell'Abbazia di la Cambre, e il cuore storico del comune di Bruxelles di Ixelles, prende il nome dall'avvocato, sindaco e rappresentante del popolo di Bruxelles Eugène Flagey. Il nome della piazza era ed è talvolta usato per indicare la Maison de la Radio che è stata costruita lì tra il 1934 e il 1939 sul lato sud della piazza.
La piazza è adiacente ai restanti stagni di Ixelles, ed è stata costruita su un bacino riempito nel 1860 dai suddetti stagni. Place Eugène Flagey è un nodo di molti assi di traffico di Bruxelles e anche un nodo per il trasporto pubblico di Bruxelles. 
L'area che circonda la piazza era già abitata nel XIII secolo. La frazione di Lower Ixelles che sorse qui resistette molto più a lungo contro l'ondata di francesizzazione e urbanizzazione con cui l'Alta Ixelles dovette confrontarsi molto prima.
Oltre all'edificio di trasmissione sul lato sud, c'è anche un sito storico sul lato nord. Il primo supermercato con una piena autonomia del Belgio, un Delhaize , ha aperto qui il 18 dicembre 1957 e ha fino ad oggi situato anche qui.
Sotto la piazza, nel corso di una ristrutturazione che si è svolta dal 2002 al 2008, è stata realizzata una grande vasca antiallagamento e un parcheggio interrato da 186 posti. Il bacino è una necessità data la sua posizione nella valle del Maalbeek e l'alta falda freatica della zona. Nel 2008 il parcheggio soffriva ancora di difetti di costruzione e problemi di infiltrazioni d'acqua ma è stato finalmente inaugurato il 15 novembre 2010.

### Gli stagni di Ixelles

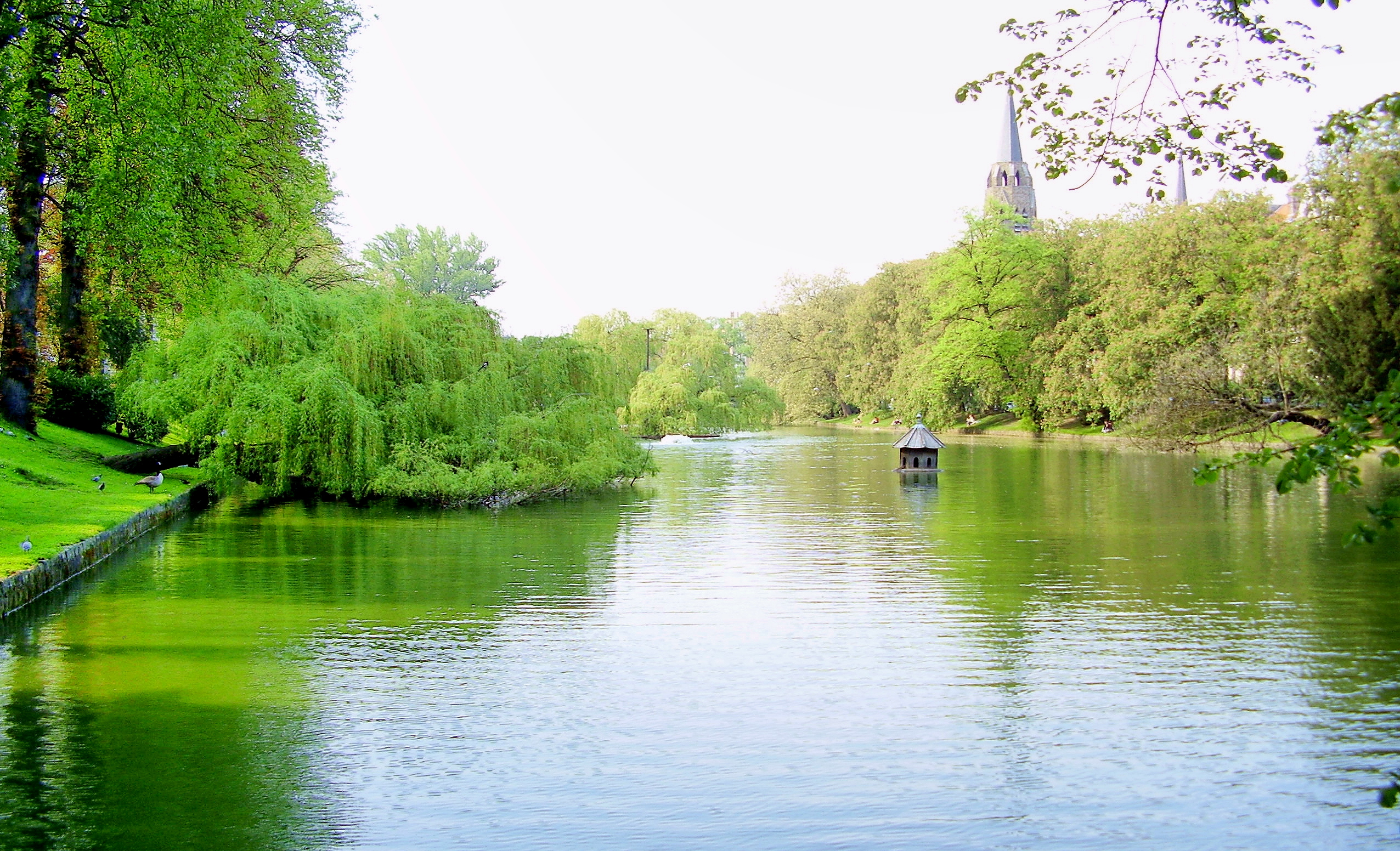
Stagni di Ixelles

Gli Stagni di Ixelles (Étangs d'Ixelles), vicini a Piazza Flagey, la piazza più estesa di Bruxelles, sono le vestigia di quattro stagni naturali formati dal corso del Maelbeek, un modesto ruscello che scorreva a sud di Bruxelles, oggi canalizzato in un acquedotto. Gli stagni insieme, con l'abbazia della Cambre, rappresentavano uno dei luoghi più affascinanti dell'agglomerato di Bruxelles ed erano una passeggiata incantevole e pittoresca. Hymans, un autore del XX secolo, ne parlò in questi termini:
| «C'erano, sulle rive, delle balere, dove la birra brabantina annaffiava la cialda dorata, e che durante i soleggiati pomeriggi di vacanza, primaverili ed estivi, risuonavano di ritornelli e di grida di fanciulli. Là, sulla riva, si stagliava, in mezzo ai tini, la Casa Rossa. Intorno agli stagni dove le piante acquatiche ondeggiavano al vento, correvano sentieri, sui lati dei quali le cascine e le fattorie, perdute alle porte della capitale, aprivano le loro persiane verdi...» |

Oggi, pur mantenendo parte del fascino originale, la pianta generale del quartiere ha subito varie modifiche che hanno cancellato rapidamente il ricordo del vecchio villaggio campestre, permettendo alla borghesia dell'epoca di costruire nei dintorni degli stagni e nelle nuove vie adiacenti numerose case signorili di stile eclettico, liberty e decò, che costituiscono oggi un importante patrimonio.

### La Maison de la Radio

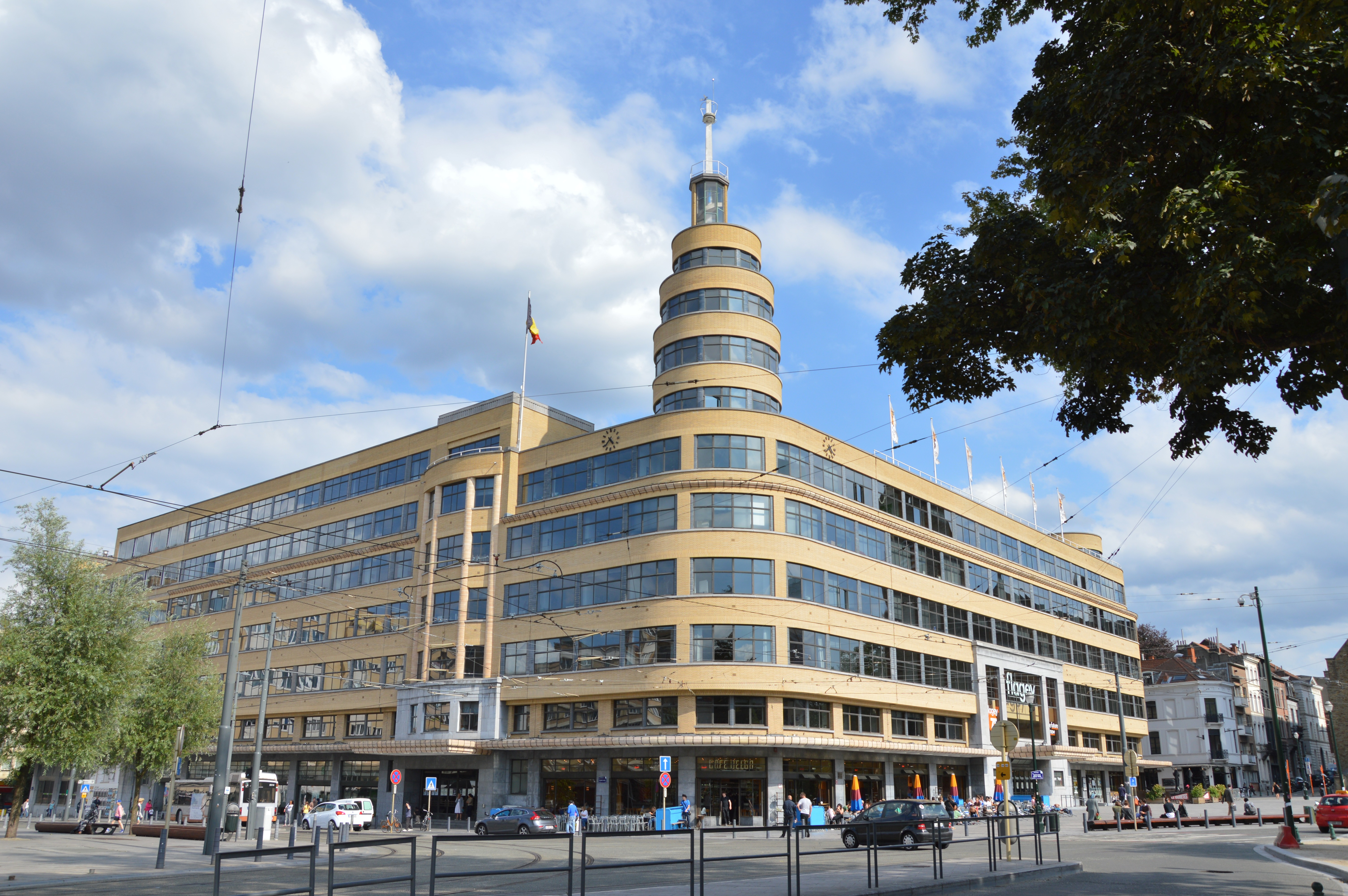
La maison de la radio

Il Flagey, l'antica Maison de la Radio è stato creato nel 1930 sotto il nome di Istituto Nazionale Belga di Radiodiffusione (Institut National Belge de Radiodiffusion), e si trova nella piazza omonima, allocato in un complesso in stile decò concepito da Joseph Diongre (1878-1963).
L'edificio possiede degli angoli smussati che mascherano il volume massiccio di questa costruzione in mattoni giallo-ocra e granito (pierre bleue). L'orizzontalità è sottolineata dalle vetrate a nastro e dalla tettoia a sbalzo lungo tutto il piano terra.
L'opera è paragonata ad un transatlantico con i suoi ponti ed i suoi lunghi corridoi. All'interno è stato convervato il mobilio originale in stile Art Déco. L'idea alla base di questo edificio ha ricevuto il primo premio del concorso organizzato per la costruzione della Maison de la Radio. Il cantiere è durato dal 1935 al 1938, ed allora era una delle prime case della radio (maisons de la radio) in Europa. Sopra un suolo cedevole a causa di una falda freatica, si è dovuto installare un sistema di pompaggio permanente. Il palazzo è costruito su una piastra di cemento e fogli di rame. Dopo la fine dei lavori nel 1938, l'INR iniziò a trasmettere regolarmente dalle 06:45 alle 24:00.
L'edificio comprende 12 studi di registrazione di pianta trapezoidale fra cui il celebre Studio 4 con un organo da 8000 canne. I locali sono climatizzati e serviti da 13 ascensori, inoltre sono dotati delle più moderne strumentazioni radiofoniche. La torre d'angolo serve a proteggere il ripetitore televisivo. L'isolamento acustico è ottimale.
Rinnovato ed inaugurato nel settembre 2002 col nome di Flagey, ha ritrovato la sua funzione originaria con la creazione di uno spazio musicale con studi di registrazione, sale per concerti e cinema, diventando un luogo con una programmazione eclettica. Vi si svolgono dei fine settimana scoperti, proiezioni d'immagine e suoni, concerti trampolino, sequenze cinema-brunch una domenica al mese... e molto altro ancora.
Dal 2005, la Maison de la Radio è la residenza della Brussels Philharmonic. Fondata nel 1935 come Orchestra radiofonica delle Fiandre, è ritornata ad utilizzare lo Studio 4 al termine del suo restauro. Anche il Vlaams Radio Koor.
Coro Radiofonico delle Fiandre
Il Coro Radiofonico delle Fiandre ha sede alla Maison de la Radio ed utilizza principalmente lo Studio 1. Inoltre, la Maison de la Radio è sede dei principali media fiamminghi di Bruxelles: la radio FM Brussel, il quotidiano Brussel Deze Week.
Poi la TVBrussel e il suo sito web brusselnieuws.be.

### Il padiglione Malibran (attuale municipio di Ixelles)

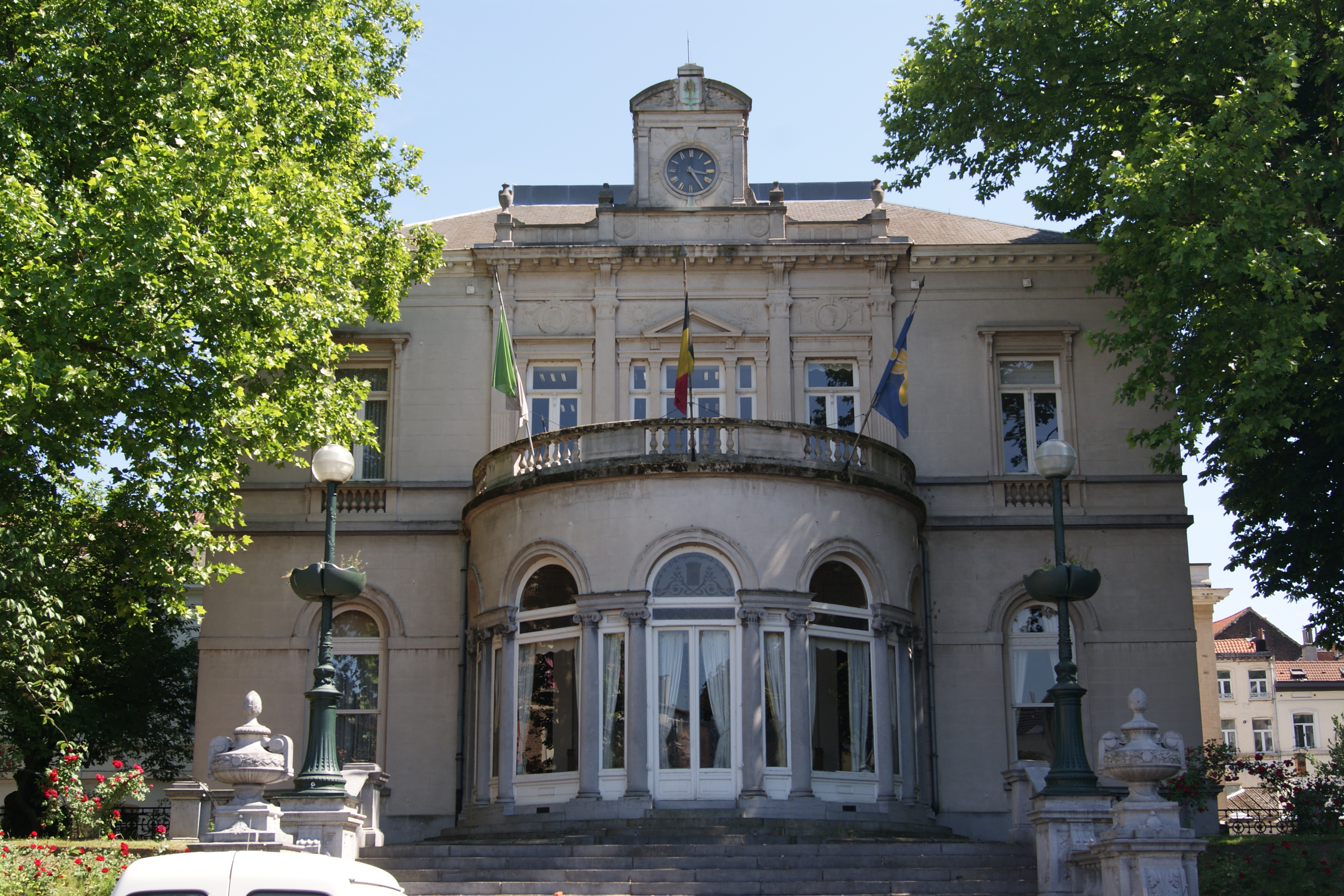
Municipio di Ixelles

Casa di campagna progettata dall'architetto Charles Vanderstraeten per il celebre compositore e violinista Charles de Bériot (Lovanio, 1802 - Bruxelles, 1870). Il padiglione deve il suo nome alla non meno famosa cantante e soprano Maria Malibran (Parigi, 1808 - Manchester, 1836) che Bériot sposò poco prima di morire in un tragico incidente. All'epoca la tenuta era costituita da un parco a pianta triangolare e da un edificio a pianta rettangolare con copertura a padiglione.
Nel 1849, Charles de Bériot vendette la proprietà al Comune di Ixelles che trasformò gran parte del parco in una piazza pubblica chiamata Place Léopold, installando gli uffici comunali nel padiglione.

### Chiesa di Saint-Boniface

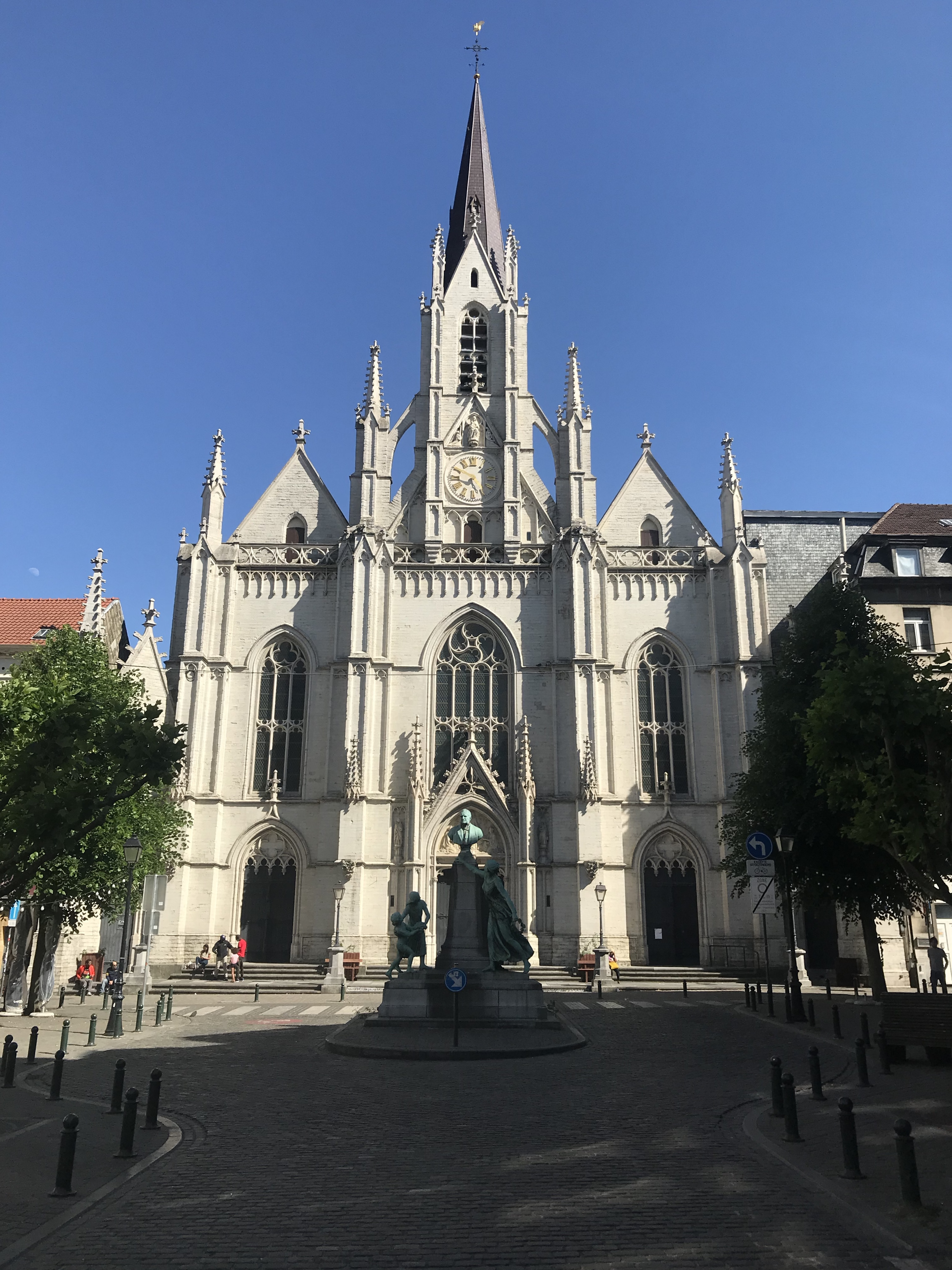
Facciata principale l'église Saint-Boniface

Luogo di culto fu costruito dal 1846 al 1849 come una chiesa cattolica a sala a tre navate dall'architetto era Joseph Jonas Dumont. È uno dei primi edifici neogotici di Bruxelles. Da segnalare la facciata riccamente decorata, eseguita in arenaria Gobertange, coronato da una torre sopra la navata centrale.
Nel 1885 fu aggiunto il transetto e ingrandito anche il coro, originariamente un'abside poligonale. L'architetto era Louis De Curte.
L'interno, originariamente ispirato allo stile neoclassico, è stato sostituito da arredi sacri neogotici. François Malfait ha progettato molti di questi, come confessionali, stalli del coro, cassa d'organo e galleria. L'altare maggiore risale al 1910, con Remy Rooms che fornisce la scultura della pala d'altare ed Ernest Wante le imposte dipinte, così come i dipinti nel transetto. Lo studio di Gustave Ladon ha prodotto le vetrate. Numerose sono anche le immagini di santi.
Il monumento in memoria del politico belga Charles Woeste si trova immediatamente di fronte alla chiesa.

### Museo Constantin Meunier
Il Museo Costantin Meunier è casa-studio dell'artista, pittore, scultore e disegnatore belga Constantin Meunier (1831-1905), che fece costruire la sua dimora verso la fine della sua vita. Ospitando una vasta collezione di oltre 700 opere, la casa fu acquistata dallo stato belga nel 1936 e aperta al pubblico nel 1939. Annesso ai Musei reali di belle arti del Belgio, e successivamente ristrutturato, dal 1986 presenta una selezione di circa 150 opere e documenti.
Gli oggetti in mostra ripercorrono più specificatamente l'evoluzione del maestro tra il 1875 ed il 1905, questa "seconda vita" nelle sue stesse parole, durante la quale il suo talento realista si è concentrato maggiormente sugli aspetti sociali e industriali del Belgio, prima attraverso la pittura e il disegno e poi, dal 1885 in poi, con il ritorno alla scultura per diventare uno dei più grandi artisti del genere. Dipinti come The Broken Pot fanno eco a sculture importanti come The Hammerer, un intero popolo di gesso e bronzo che ha segnato profondamente la sua giornata e ha continuato a influenzare l'arte realista fino ai primi decenni del XX secolo.

### Parc Tenbosch
Il Parco Tenbosch nasce alla fine del XIX secolo dall'idea del dendrologo Jean-Louis Semet, e del suo capo giardiniere Hector Noyer, che intedevano creare un arboreto di alberi rari a Bruxelles. A tal fine, raccolsero alberi e cespugli notevoli, a volte unici a Bruxelles od in Belgio, come il Plaqueminier italiano che proviene dall'Asia ed è imparentato con l'Ebano, i cui frutti commestibili sono chiamati kakis, nel sito dei frutteti e degli orti del vecchio fortificato fattoria di Tenbosch - un vero giardino botanico privato che è diventato un parco pubblico nel 1981

### Altri
- Museo di Ixelles, chiuso per lavori di ampliamento e ristrutturazione[8].
- Théâtre Varia, 78, rue du Sceptre.
- « L'L », 7, rue Major Dubreucq.
- Théâtre Marni, 25, rue de Vergnies.
- Théâtre de la Toison d'Or, 396-398, galerie de la Toison d'Or.
- Petit Théâtre Mercelis, 13, rue Mercelis.
- Théâtre du Grand Midi, 7a, rue Goffar.

## Cultura
Il comune inoltre ospita i due principali campus dell'Université Libre de Bruxelles (ULB; l'Università Libera in lingua francese), ed il campus della Vrije Universiteit Brussel (VUB; l'Università Libera in lingua olandese). Di conseguenza la zona vicina al cimitero di Ixelles (cimetière d'Ixelles) è considerato il quartiere universitario per eccellenza.